# Robert Moch
Robert Gaston Moch (20 de junho de 1914 – 18 de janeiro de 2005) foi um remador norte-americano que ganhou o ouro olímpico nos Jogos Olímpicos de Verão de 1936.
Moch nasceu e foi criado em Montesano, Washington. Ele foi o orador da turma na Montesano High em 1932. Seu pai, Gaston Moch, era um relojoeiro e joalheiro imigrante judeu da Suíça.
Ele foi o timoneiro da equipe sênior da Universidade de Washington de oito que ganhou títulos nacionais da Intercollegiate Rowing Association em 1936.Nas Olimpíadas de 1936, ele ganhou a medalha de ouro como timoneiro do barco norte-americano da competição de oito com. Seu papel como timoneiro da Universidade de Washington e da equipe olímpica é explorado no livro de não ficção de 2013 do autor Daniel James Brown, The Boys in the Boat.
Após a faculdade, Moch foi contratado como assistente técnico de remo na Universidade de Washington, sob o comando de seu antigo treinador. Mais tarde, Moch se tornou o treinador principal da equipe do Instituto de Tecnologia de Massachusetts (MIT), e se formou em direito pela Harvard Law School. Moch tornou-se um advogado de sucesso em Seattle e ganhou um caso perante a Suprema Corte dos Estados Unidos.